# Педру II (король Конго)
Педру II Афонсу ("Король португальцев" ; порт. Pedro II; автох.: Нканга а Мвика / Nkanga a Mvika; ум. 13 апреля 1624 года) — правитель (мвене) Королевства Конго. Был основателем династии Нсунди.

## Происхождение
Педру был внуком третьей дочери мвене Афонсу I по имени Ана Нтумба а Мвемба, а его отец Афонсу Мвика а Нзумба служил герцогом Нсунди при Алвару I. Поскольку Педру не был ни сыном, ни внуком мвене Конго, он, по словам отца-иезуита Матеуса Кардозу, чувствовал себя обязанными напомнить всем о своих прославленных предках, используя имя «Афонсу» в качестве своего второго имени, чтобы подчеркнуть свое происхождение от этого великого короля.

## Правление
Нканга а Мвика (впоследствии Педру II) служил в правительстве маниконго Алвару III как маркиз Вембо, а c 1620 года как герцог Мбамбы. Когда в 1622 году Алвару III умер, не оставив совершеннолетнего наследника, Педру был избран сначала кандидатом, а после новым правителем королевства. Отец Педру был родом из провинции Нсунди, где родился сам Педру, и, таким образом, его династия известна под этим названием.
Педру считался добродетельным человеком и образцовым христианином, однако при этом он был радикальным политиком и продолжал вести борьбу с работорговлей как и другие его предшественники, что впоследствии негативно повлияло на его отношения с Португалией, а после и с Испанией. 
Не успел он взойти на трон, как губернатор Анголы, Жуан Коррея ди Суза, отправил армию в Конго с целью избрания нового маниконго. Кроме того, ди Суза обвинил Педру в укрывательстве беглых рабов из Анголы во время его пребывания на посту герцога Мбамбы.

## Битва за Мбумби
После победы над южным соседом Конго, португальская армия численностью 20 000 человек вместе со своими союзниками в лице племени Имбангала вошла в Мбамбу и была встречена войском герцога Мбумби. Несмотря на то, что солдаты герцога храбро сражались и рассеяли часть португальской армии, они были в меньшинстве, имея только свои собственные небольшие силы и силы маркиза Мпембы, который присоединился к нему позже. Португальцы победили и убили обоих военачальников. 

## Битва при Мбанди-Каси
Педру II немедленно объявил Португалию своим врагом и немедленно подвел основную армию навстречу врагу в Мбанда-Каси. Армия Конго разгромила португальцев и имбангалу и полностью вытеснила их из Конго. После этого антипортугальские беспорядки вспыхнули по всему королевству и угрожали его давно сложившемуся торговому соглашению. Португальцы по всей стране подверглись дискриминации, после чего были изгнаны.

## Примирение с Испанией и Португалией
Педру II разбил лагерь в Мбана-Каси и написал многочисленные письма протеста Риму и королю Испании и Португалии Филиппу IV. В результате этих писем и протестов португальских торговцев в Конго и Анголе, Жуан Коррея ди Суза был отозван, и в конечном итоге около 1200 рабов вернулись из Бразилии в Конго. Педру, стремясь не разрывать торговые соглашения с Испанией и Португалией, и осознавая, что они в целом оставались лояльными во время войны, сделал все что мог, чтобы сохранить их жизни и имущество, в результате чего некоторые из его недоброжелателей стали называть его "королем португальцев".

## Союз с Голландией
Педру II также написал письмо в Генеральные штаты Нидерландов, предлагая, чтобы новообразованная Вест-Индская компания помогла ему в нападении на Луанду, при этом его войска будут нападать на суше, а голландцы - по морю. Хотя он умер до того, как этот союз мог быть приведен в действие, устойчивый союз между Конго и Нидерландами сохранялся, и в конечном итоге принес свои плоды в 1641 году, когда голландцы напали на Луанду.